# Vlag van Risaralda

Vlag van Risaralda

De vlag van Risaralda bestaat uit een groen veld met daarop veertien witte sterren. De sterren staan in een boog, maar worden vaak in een halve cirkel afgebeeld, omdat de vorm van een halve cirkel makkelijker te produceren is. De sterren staan voor de veertien gemeenten van Risaralda, terwijl het groen de vruchtbaarheid en landbouw van het departement symboliseert.
De vlag is in gebruik sinds 3 december 1969.